# ランバ語
ランバ語（Lamba、Chilamba、Ichilamba）はバントゥー語群に属する言語である。話者はザンビア北部やコンゴ民主共和国南部に居住する。話者はザンビアの首都であるルサカにも居り、主に仕事を求めて移住した人々である。